# İrfan Değirmenci
 (décembre 2021).
İrfan Değirmenci, né le 3 novembre 1977 à Ankara, est un présentateur de télévision, homme politique, journaliste et écrivain turc.

## Formation  et carrière journalistique
Après des études au lycée privé TED d'Ankara, puis en classe préparatoire de journalisme à Ankara en 1995, il étudie entre 1995 et 1999 à l'université d'Ankara, au département journalisme. İrfan Değirmenci a commencé sa carrière professionnelle en 1996 en tant que reporter pour une station de radio locale à Ankara.

### Télévision
Plus tard, il a travaillé comme correspondant à Ankara pour ATV, Kanal D, CNN Türk et STAR TV.
En 2007, İrfan Değirmenci a été engagé par la chaîne turque FOX TV où il a présenté les informations du matin jusqu'en 2010. En 2010, sur proposition de Mehmet Ali Birand (en), il passe sur Kanal D où il présente à nouveau le journal du matin, cédant sa place sur FOX à son ami Fatih Portakal.

### Licenciement pour raison politique
En 2017, İrfan Değirmenci a été licencié de Kanal D par le groupe turc Doğan Media Group (en) pour des raisons politiques, : il avait déclaré sur les réseaux sociaux qu'il voterait "non" au référendum du 16 avril ; ce référendum portait sur des amendements constitutionnels dont l'objectif était de faire évoluer le système politique d'une gouvernance parlementaire vers un régime présidentiel. İrfan Değirmenci est alors suivi par 1,63 million d'utilisateurs de Twitter.

### Suite de sa carrière
À partir de cette même année, il a également travaillé pendant un certain temps comme chroniqueur pour le journal Bir Gün (en), un quotidien de gauche. Depuis le 1er avril 2019, İrfan Değirmenci prépare et présente les actualités principales de Halk TV (en).

## Candidatures aux élections législatives
Il s'est présenté aux élections pour le Parti républicain du peuple à Eskişehir en 2018. Il est à la tête d'un sit-in de plusieurs milliers de personnes devant le siège du Parti républicain, pour demander la démission de son président Kemal Kılıçdaroğlu.
Il est candidat aux élections législatives pour le Parti des travailleurs en 2023,.

## Œuvres
Il est l'auteur en 2017 d'un roman, Bir Uyuyup Uyanalım (Dormons et réveillons-nous) dont le héros est un personnage homosexuel, mi-grec, mi-turc. Il a également écrit "Herlanda" ; son spectacle "Mother, I Became an Artist" a été représenté dans de nombreuses villes de Turquie.